# Erica pageana
Erica pageana är en ljungväxtart som beskrevs av Harriet Margaret Louisa Bolus. Erica pageana ingår i släktet klockljungssläktet, och familjen ljungväxter. Inga underarter finns listade i Catalogue of Life.